# Mõniste
Mõniste è un comune rurale dell'Estonia meridionale, nella contea di Võrumaa. Il centro amministrativo è l'omonima località (in estone küla).

## Località
Oltre al capoluogo il comune comprende altre 16 località.
Hürova - Hüti - Kallaste - Karisöödi (la località più meridionale dell'Estonia) - Koemetsa - Kuutsi - Mõniste - Parmupalu - Peebu - Sakurgi - Saru - Singa - Tiitsa - Tundu - Tursa - Vastse-Roosa - Villike

## Amministrazione

### Gemellaggi
- Kaavi, Finlandia[1]